# 時刻表検定試験
時刻表検定試験（じこくひょうけんていしけん）とは、日本で実施された時刻表に関する検定である。時刻表検定協会の主催で、1999年から2009年まで15回開催し終了した。

## 概要
主に鉄道・運輸分野に関して、時刻表を正確に扱う能力を問う試験内容となっていた。旅行業に従事する係員向けの側面もあったが、実際には鉄道ファンの受験がほとんどだった。1999年から2003年までは年2回（6月、10月または11月）、2004年以降は年1回（11月が多い）実施されている。風変わりな検定試験として何度かテレビ番組でも取り上げられた。
なお、2007年8月9日より「自宅で旅ができる」をコンセプトに「時刻表“旅”検定」という新たな資格が設けられた。こちらは遠方にいて受験が困難な人や旅行プランの作成などを学習するという目的での「自宅受験型資格」であり、受験料納付後に問題とマークシートが送られ、マークシートを後日返却する方式がとられていた。
2009年11月15日の第15回をもって終了した。
- 主催： 時刻表検定協会（任意団体）
- 協力： JR時刻表企画会議
- 推薦： 学校法人トラベルジャーナル学園（旧学校法人森谷学園）・ホスピタリティツーリズム専門学校（旧トラベルジャーナル旅行専門学校）・交通新聞社

## 試験の方法
出題内容によって第1種及び第2種試験に分かれ、ともに制限時間90分、マークシート方式で行われた（出題数は1種60問、2種90問）。試験開始60分後から85分後までは途中退室可能であった。なお1種と2種は試験の時間帯が異なり、同時受験することも可能であった。2007年度からは両試験の同時受験者（2007年度は先着400名、2008年度は先着600名）にJR時刻表11月号の限定版が贈呈された。
試験が行われる月のJR時刻表は必携であった。JTB時刻表も内容はほぼ同一だが、JR時刻表の使用を前提として出題された。また電卓（関数電卓を除く）もしくはそろばん、時計の持ち込みが可能であった。営業規則、旅行行程、運賃計算などに関する問題が出題されており、1種試験ではより幅広い範囲で時刻表を扱う能力が問われた。
なお、正答がない問題が存在するなど、問題に誤りがある場合が多かった。そのためアンケートや試験後に問い合わせるための用紙が配布された。また正解が複数存在する問題もあり、その場合は正解となる選択肢のいずれかを選択していればよかった。毎年1種、2種でそれぞれ2 - 3問ずつ程度回答に誤りがあった。また中には回答が2つあるものもあるがその問題についてはどちらかにマークされていればよかった。例えば1と2が正しい場合はこの1でも2でもどちらをマークしても正解であった。ただし1と2を両方ともマークした場合は重複回答とみなされ不正解となる場合があった。

## 認定の方法
得点によって以下の通りランクが決められた（2008年現在）。試験はいずれも200点満点であった。例年、2級以上に認定されるのは第1種検定試験受験者の半数程度である（第1種受験者のうち、2006年度は61.1%、2007年度は66.3%が不合格）。
- 第1種
  - 博士 180 - 200点
  - 1級 150 - 179点
  - 2級 120 - 149点
  - 不認定 119点以下
- 第2種
  - 3級 160 - 200点
  - 4級 120 - 159点
  - 5級 90 - 119点
  - 不認定 89点以下

### 認定証
合格者には点数通知とともに認定証が贈られた。第1種検定試験で180点以上獲得した「時刻表博士」はシルバーカード認定証となった。また第1・2回合格者には表彰状、第1回の満点獲得者には旅行券があわせて贈られた。なお、第1種検定試験で満点を3回獲得した場合は「名誉博士」に認定され、ゴールドカード認定証と記念品が贈られた。

### 備考
一般的な職業にはほとんど意味はないが、履歴書にも書くことができた。鉄道関係や旅行会社を受験する場合には履歴書に記載した人もいた。

## 会場
各地に会場を設けており、受験者は希望する会場を選択できた。
- 2008年･･･札幌、仙台、大宮、千葉、東京、川崎、横浜、新潟、金沢、松本、静岡、名古屋、京都、大阪、広島、高松、福岡、鹿児島の計18都市にて試験が行われた。

- 2009年･･･札幌、仙台、大宮、千葉、東京、横浜、新潟、金沢、松本、名古屋、大阪、高松、福岡の計13都市にて試験が行われた。